# 云亭街道
云亭街道，是中华人民共和国江苏省无锡市江阴市下辖的一个乡镇级行政单位。

## 行政区划
云亭街道下辖以下地区：
云亭社区、新吾山社区、定山村、云新村、毗山村、云亭村、佘城村、花山村和敔山村。